# Archie Stinchcombe
Archibald Stinchcombe, detto Archie (Cudworth, 17 novembre 1912 – Nottingham, 3 novembre 1994), è stato un hockeista su ghiaccio britannico.
Partecipò con la sua nazionale alle Olimpiadi invernale del 1936 e, da capitano, a quelle del 1948. Era noto per una menomazione fisica, che non gli impedì di esprimersi ad alti livelli, avendo perso da ragazzo l'uso di un occhio.

## Carriera
La prima stagione di Stinchcombe fu nelle file dello Streatham nel 1935. Già nella stagione d'esordio fu selezionato per l'All-Star, e questo gli consentì di essere selezionato per la nazionale che prese parte alle Olimpiadi invernale del 1936 a Garmisch-Partenkirchen. Il team britannico sembrava non avere alcuna speranza contro il favorito Canada. Tuttavia grazie anche al gran numero di giocatori oriundi canadesi (Stinchcombe era l'unico dei dodici componenti a non avere il doppio passaporto), riuscirono a vincere tutti gli incontri e ad aggiudicarsi la prima medaglia d'oro in questo sport per il Regno Unito.
Dopo la Seconda guerra mondiale Stinchcombe giocò con i Wembley Lions e i Wembley Monarchs. Stinchcombe continuerà a rappresentare la propria nazionale fino al 1948. Come capitano guidò la propria rappresentativa ad un onorevole quinto posto alle Olimpiadi di St. Moritz. Dopo il ritiro nel 1949 divenne l'allenatore dei Nottingham Panthers, che guidò al titolo inglese nel 1951 e nel 1953. In realtà saltuariamente scese ancora sul ghiaccio - in casi di difficoltà della sua squadra - fino al 1952. È stato inserito nella British Ice Hockey Hall of Fame nel 1951.